# Messeix
Messeix is een gemeente in het kanton Saint-Ours, het arrondissement Riom, het departement Puy-de-Dôme en de regio Auvergne-Rhône-Alpes in Frankrijk. Messeix  telde op 1 januari 2022 1.006 inwoners. Er is een verlaten kolenmijn.

## Geografie
De oppervlakte van Messeix bedroeg op 1 januari 2022 39,32 vierkante kilometer; de bevolkingsdichtheid was toen 25,6 inwoners per km².

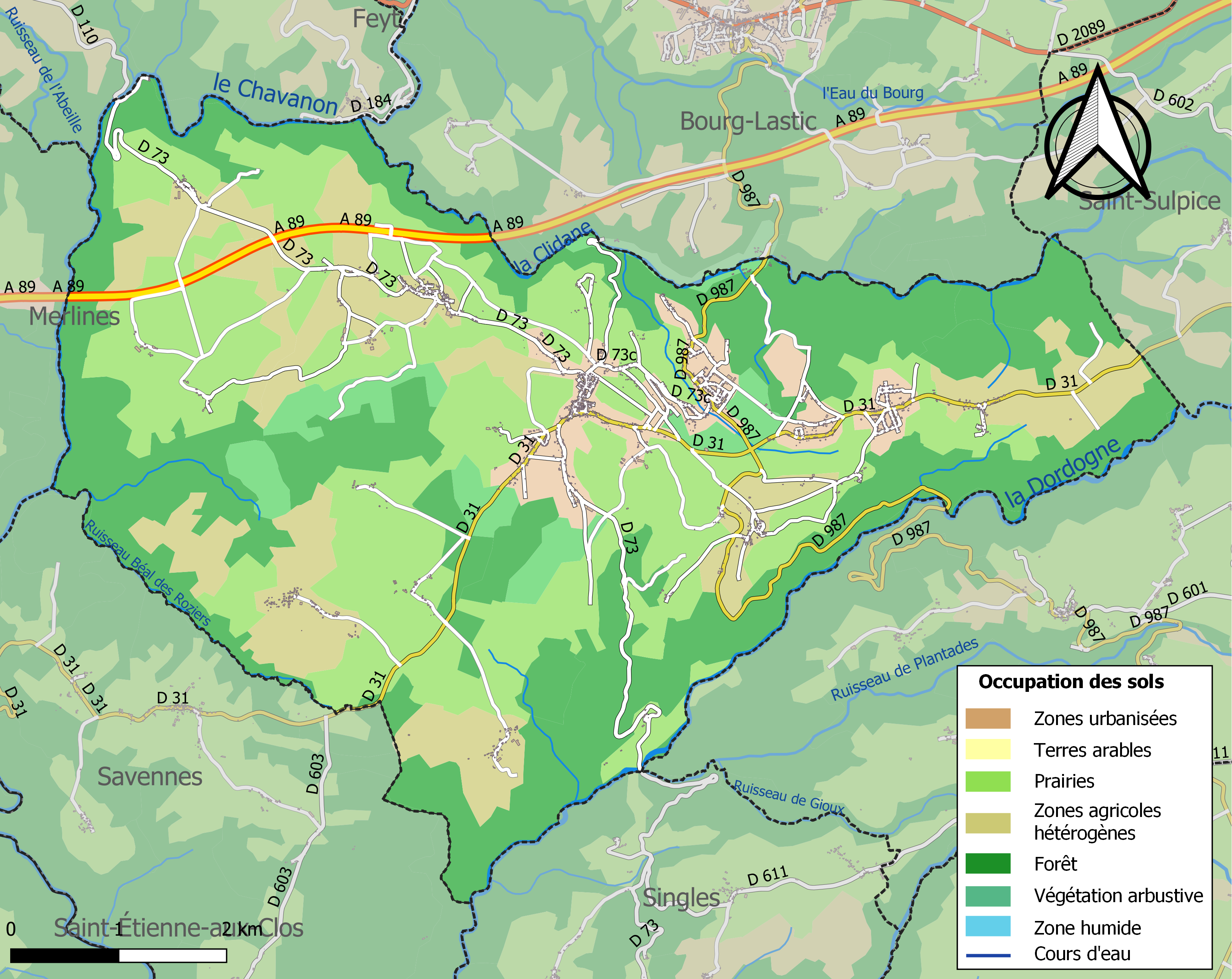
Kaart van de gemeente met belangrijkste infrastructuur, bodemgebruik en omliggende gemeenten

## Demografie
Onderstaande figuur toont het verloop van het inwonertal (bron: INSEE-tellingen).